# Араукариевые
Араука́риевые (лат. Araucariaceae) — семейство хвойных растений, восходящих к древним хвойным. Представители семейства были широко распространены во всех частях света во время юрского и мелового периода. В конце мелового периода араукарии практически исчезли в Северном полушарии.
Семейство состоит из трёх родов — Агатис (Agathis), Араукария (Araucaria) и Воллемия (Wollemia), объединяющих около 40 видов.
Хромосомный набор всех изученных араукариевых соответствует диплоидному состоянию 2n = 26 .

## Роды
Семейство включает 3 рода и около 40 видов :
- Agathis — Агатис
- Araucaria — Араукария
- Wollemia — Воллемия

Вымершие роды
- † Araucarioxylon

## Фото

Молодое деревце каури (Agathis australis).
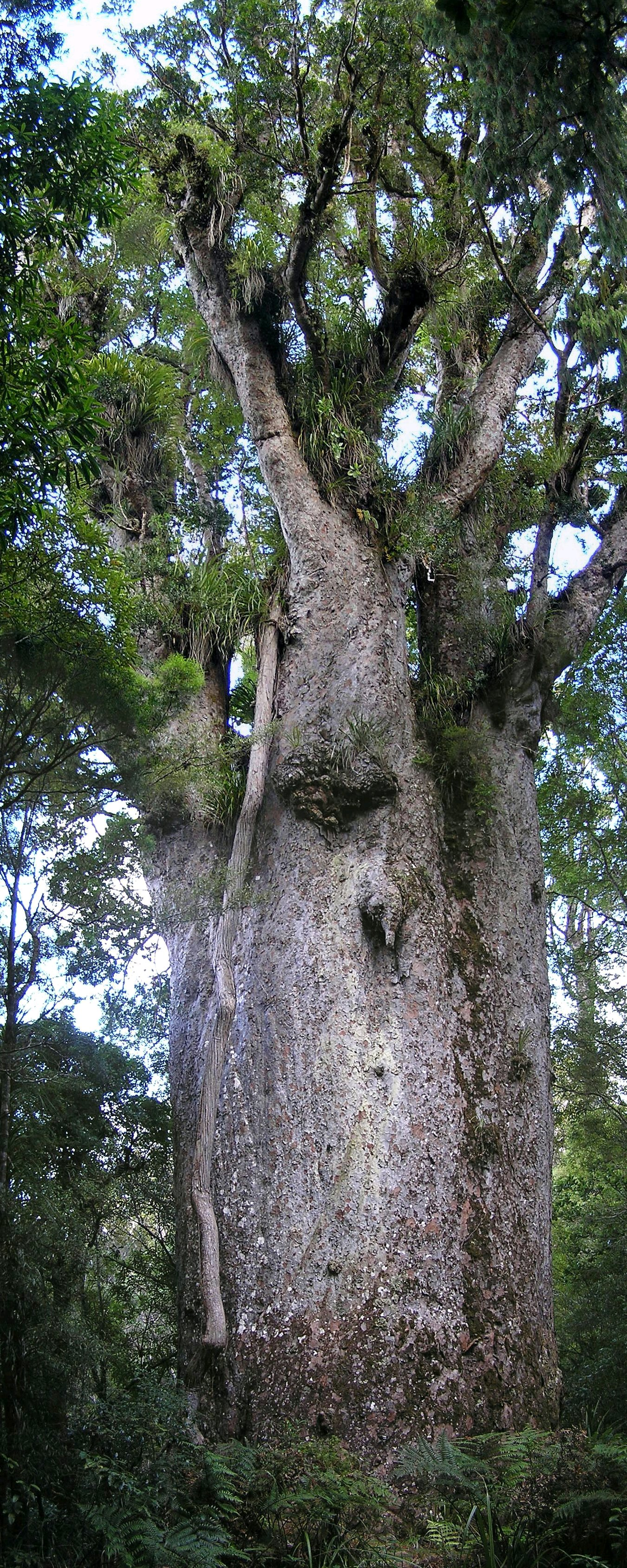
Каури (Agathis australis), которому несколько тысяч лет.
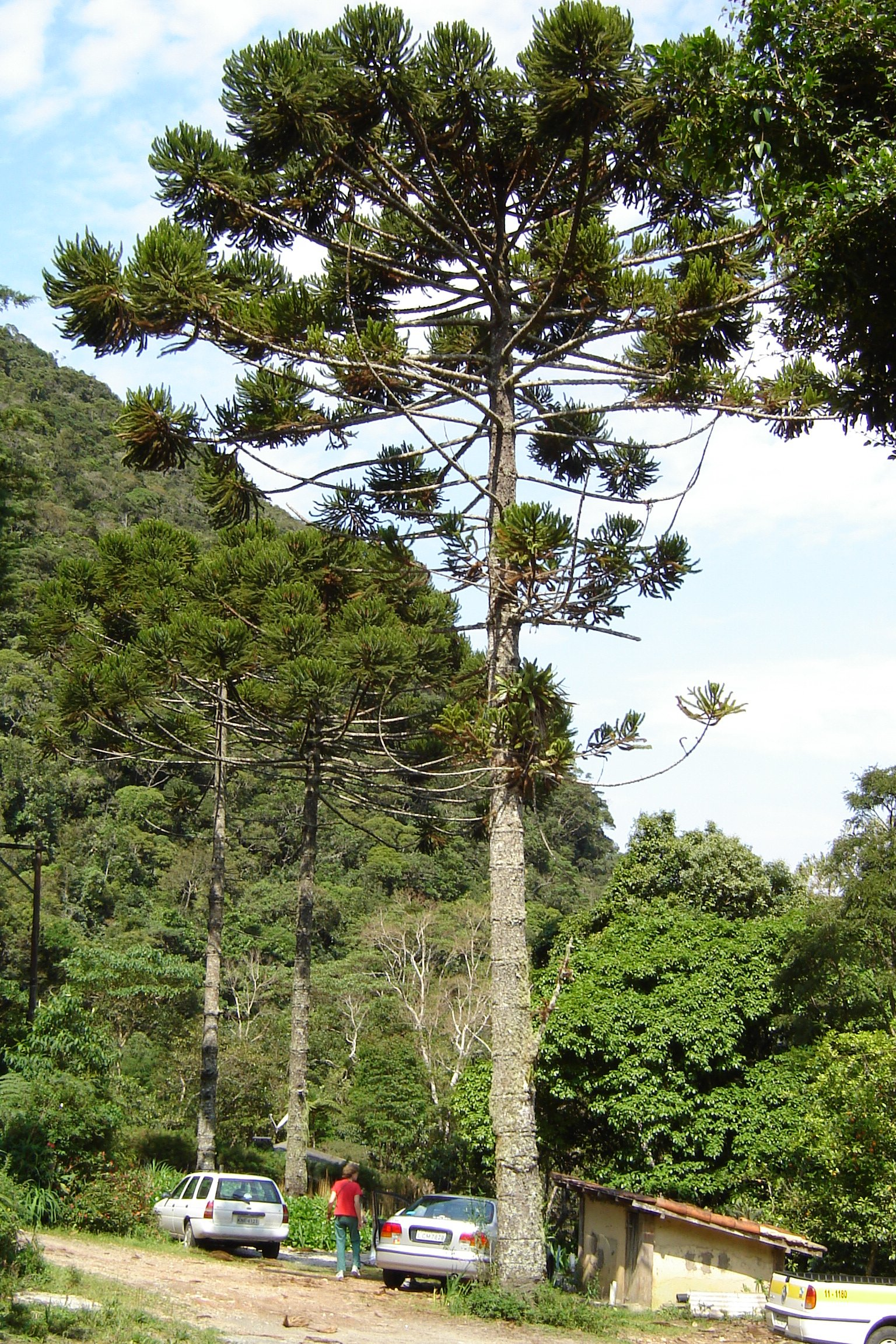
Бразильская араукария (Araucaria angustifolia)
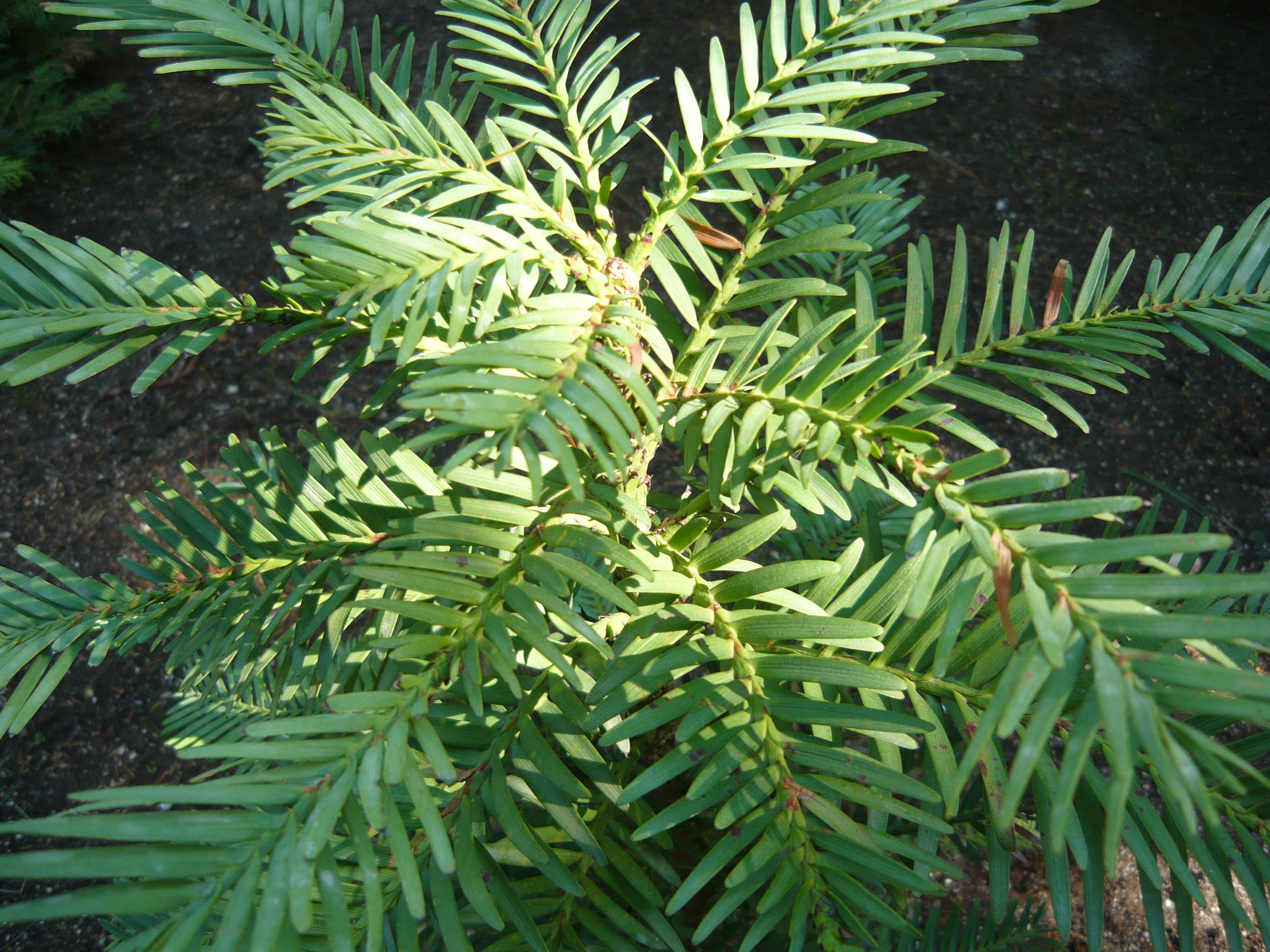
Воллемия (Wollemia nobilis).